# Cohorte (biologie)
Pour les articles homonymes, voir Cohorte.
En biologie, une cohorte est un niveau intermédiaire afin de mieux décomposer l'arbre de la vie entre les classes et les ordres de la classification classique des êtres vivants (voir systématique).

## Autres rangs taxinomiques
Les rangs taxonomiques utilisés en systématique linnéenne pour indiquer la hiérarchie entre les taxons nommés dans la classification du monde vivant sont les suivants (par ordre décroissant) :
- Super-règne, Empire, Domaine (Superregnum, Imperium, Dominium)
- Règne (Regnum)
- Sous-règne (Subregnum)
- Rameau (Ramus, « branch » en anglais)
- Infra-règne (Infraregnum)
  - Super-embranchement, Super-division (Superphylum, Superdivisio)
  - Embranchement, Division (Phylum, Divisio)[2]
  - Sous-embranchement, Sous-division (Subphylum, Subdivisio)
  - Infra-embranchement (Infraphylum)
  - Micro-embranchement (Microphylum)
    - Super-classe (Superclassis)
    - Classe (Classis)
    - Sous-classe (Subclassis)
    - Infra-classe (Infraclassis)
      - Super-ordre (Superordo)
      - Ordre (Ordo)
      - Sous-ordre (Subordo)
      - Infra-ordre (Infraordo)
      - Micro-ordre (Microordo)
        - Super-famille (Superfamilia)
        - Famille (Familia)
        - Sous-famille (Subfamilia)
        - Super-tribu (Supertribus)
        - Tribu (Tribus)
        - Sous-tribu (Subtribus)
          - Genre (Genus)
          - Sous-genre (Subgenus)
          - Section (Sectio)
          - Sous-section (Subsectio)
            - Espèce (Species)
            - Sous-espèce (subspecies) – dernier rang zoologique officiel[3]
            - Variété (varietas) – race étant un rang zoologique informel[3]
            - Sous-variété (subvarietas) – sous-race étant un rang zoologique informel[3]
            - Forme (forma) dernier rang en mycologie – forme étant un rang zoologique informel
            - Sous-forme (subforma)